# Pomaria austrotexana
Pomaria austrotexana är en ärtväxtart som beskrevs av B.B.Simpson. Pomaria austrotexana ingår i släktet Pomaria och familjen ärtväxter. Inga underarter finns listade i Catalogue of Life.